# Elizabeth George

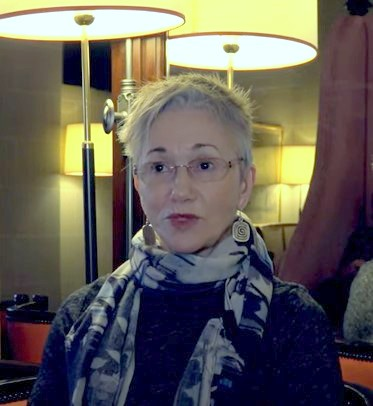
Elizabeth George (2019) - US-amerikanische Krimischriftstellerin

Susan Elizabeth George (* 26. Februar 1949 in Warren, Ohio) ist eine US-amerikanische Autorin von Kriminalromanen.
Elizabeth George wurde durch ihre Inspector-Lynley-Romane bekannt, die um einen adeligen Kriminalpolizisten und seine aus proletarischen Verhältnissen stammende Assistentin Barbara Havers kreisen. Die Amerikanerin lässt ihre Romane im Vereinigten Königreich spielen und wählt hierfür vielfach „typisch englische“ Schauplätze und Anknüpfungspunkte (traditionsreiches Elite-Internat, Universität Cambridge, Umfeld eines Cricket-Stars).

## Leben
Elizabeth Georges Familie zog 1950 in die Umgebung von San Francisco. Sie wuchs in Kalifornien auf, studierte Englisch, arbeitete als Englischlehrerin und machte nebenher noch einen Abschluss in Psychologie. Nach Lehrtätigkeiten an Universitäten in den USA, Kanada und Großbritannien, insbesondere zum Thema „Creative Writing“, lebt sie mittlerweile auf einer Insel vor Seattle im US-Bundesstaat Washington und besitzt eine Zweitwohnung im Londoner Stadtteil Kensington. Elizabeth George ist in zweiter Ehe mit einem ehemaligen Feuerwehrmann verheiratet.
Ihre schriftstellerische Tätigkeit begann im Jahr 1983. Ihr erster Mann kaufte einen PC, den sie nutzte, um ihren ersten Roman zu schreiben. Diesen erstveröffentlichten Roman Gott schütze dieses Haus, der unter anderem sexuelle Gewalt in der Familie und die Folgen für die Betroffenen thematisiert, schrieb sie innerhalb weniger Wochen. In einem Interview, das in einer Verlagsbroschüre abgedruckt wurde, sagte sie: „Für den Kriminalroman habe ich mich entschieden, weil ich zu dieser Zeit gerade einen Kurs zum Thema Krimi gegeben habe, also meinen Schülern genau erklären musste, wie solche Geschichten funktionieren, wie sie aufgebaut und konstruiert werden. Und da habe ich gemerkt, dass auch ich solche Geschichten schreiben könnte. So kam das ganz unwillkürlich, dass ich mich diesem Genre zuwandte, als ich mich entschloss, mit dem Schreiben anzufangen.“

## Werk

### Inspector-Lynley-Reihe
Die Kriminalromane von Elizabeth George spielen in England und stehen ganz in der Tradition der britischen Crime Ladies. Wegen ihrer feinen Figurenzeichnung und der stringenten Handlung wurde Elizabeth George auch mit Dorothy L. Sayers verglichen.
Im Mittelpunkt der Bücher stehen Inspektor Thomas Lynley und Sergeant Barbara Havers. Doch mehr noch als beispielsweise bei Martha Grimes spielt neben der eigentlichen Krimihandlung auch das private Leben der Hauptfiguren eine wesentliche Rolle: Thomas Lynley, Lord Asherton, hat sich zwar für eine Tätigkeit bei Scotland Yard entschieden, ist aber finanziell unabhängig, da er aus einer reichen Familie stammt. (Zumindest in dieser Beziehung ähnelt er Sayers’ Lord Peter Wimsey.) Havers dagegen kommt aus kleinen Verhältnissen und hat dazu die Verantwortung für einen kranken Vater sowie eine geistig verwirrte Mutter zu tragen.
Die „Klassenschranken“ zwischen dem gutaussehenden Lord und der unscheinbaren Havers bieten vielerlei Reibungspunkte, zumal die Ermittlungen vielfach in Kreisen der „gehobenen“ und von Havers als elitär betrachteten Gesellschaftsschichten zu führen sind. Dazu kommen Lynleys persönliche Krisen, die meistens entweder seine ehemalige Verlobte Deborah St. James (geb. Cotter), seinen Freund Simon St. James oder aber seine langjährige Vertraute (und spätere Ehefrau) Lady Helen Clyde betreffen. Aber auch Havers muss in Bezug auf ihre Eltern einige Schicksalsschläge meistern und hat zudem im dienstlichen Bereich deutliche Probleme bei der Anerkennung übergeordneter Autoritäten.
So führen die Romane nicht nur zur Aufklärung des jeweiligen Falles, sondern zeigen auch in einer durchgängigen Rahmenhandlung über mehrere Episoden die kontinuierliche Entwicklung im Leben der Protagonisten und der weiteren Nebenpersonen.
Die beiden Romane Im Angesicht des Feindes und Wer die Wahrheit sucht zeigen eine weitere Wandlung: Das „Böse“ ist nicht hinter psychologisch erklärbaren „Abartigkeiten“ oder schlichtweg Dingen wie Untreue oder fanatischer Liebe zu finden, sondern auch im Irrglauben, der uns letztlich mit dem Gedanken zurücklässt, dass nur eine einzige falsche Äußerung genügt, um uns in einen Strudel der Zerstörung zu ziehen.
In Wo kein Zeuge ist kommt es durch einen Todesfall am Ende des Romans zu einer tiefgreifenden Änderung im Leben des Thomas Lynley. Die Hintergründe dieser Tragödie beschreibt Elizabeth George in Am Ende war die Tat. Dieser Roman unterscheidet sich deutlich von ihren bis dahin veröffentlichten Büchern. Hier schildert sie zum ersten Mal keine klassische Krimihandlung, sondern zeichnet ein sozialkritisches Bild der britischen Unterschicht. Ihre Protagonisten Lynley und Havers tauchen gegen Ende kurz auf, spielen jedoch keine zentrale Rolle.
In Doch die Sünde ist scharlachrot kehren Lynley und Havers wieder zurück und ermitteln in einem Todesfall an der Küste Cornwalls.
Die Romane wurden von der BBC unter dem Titel The Inspector Lynley Mysteries mit Nathaniel Parker und Sharon Small in den Hauptrollen verfilmt.

### Whisper-Island-Reihe
Mit der auf bisher vier Bände ausgelegten Reihe schreibt die Autorin für junge Erwachsene. Die Romane handeln von der jungen Becca, die unter unglücklichen Umständen auf einer kleineren Pazifikinsel vor Seattle landet. Becca hat die Fähigkeit, die Gedanken anderer Menschen als Flüstern zu verstehen. Weil sie das zum Teil sehr stört und sie auch nicht immer alle Gedanken ihrer Mitmenschen hören möchte, hat sie von ihren Eltern eine sogenannte AUD-Box erhalten. Die Box ist ein Rauscherzeuger, der via Stöpselkopfhörer das Flüstern „übertönt“. Der Umwelt wird das Gerät als Hilfsmittel zur Überwindung einer auditiven Wahrnehmungsstörung erklärt.
Die Geschichte im ersten Band beginnt damit, dass ihr Stiefvater die Fähigkeit von Becca missbraucht, um als Anlageberater die Gedanken seiner Kunden zu erfahren und ihnen so gezielter Anlageprodukte verkaufen zu können. Eines Tages verschwindet unter ungeklärten Umständen sein Geschäftspartner. Becca hört aus den Gedankenströmen ihres Vaters Fragmente, die sie dahingehend interpretiert, er habe seinen Partner ermordet. In der Gefahr, als Mitwisserin ebenfalls von ihm beseitigt zu werden, weiht sie ihre Mutter ein; die beiden fliehen Hals über Kopf aus ihrem Wohnort in Kalifornien nach Seattle, wo die Mutter ihre Tochter an der Fähre zur Insel abgibt und ihr aufträgt, sich dort bei einer alten Freundin zu melden und bei ihr unterzutauchen. Sie selber wolle weiter nach Kanada, um „einige Dinge zu regeln“ und sie später auf der Insel wieder abholen. Am Haus der Freundin angekommen, sieht sie Kranken- und Polizeiwagen vor dem Haus stehen, Becca muss erfahren, dass die Freundin ihrer Mutter gerade in Folge eines Herzinfarkts verstorben ist. Sie traut sich nicht, sich in dieser Situation dem Witwer zu offenbaren und streift quasi obdachlos über die Insel. Sie wird von einer Motelbesitzerin aufgegriffen, die glaubt, sie sei eine Ausreißerin, ihr jedoch in ihrer Familie Obdach gewährt. Die beiden konstruieren für die Behörden, Becca sei eine Nichte, die vorübergehend auf der Insel wohne, fälschen Schulunterlagen, damit Becca die örtlichen High School besuchen kann. Sie wird dort zum einen als Fremde, zum anderen wegen ihrer vorsichtigen Art, in der Angst, in ihrer wahren Identität entdeckt zu werden, von den Mitschülern eher verhalten bis ablehnend aufgenommen. Sie findet dann auch eher bei Jugendlichen, die etwas außerhalb des Gewöhnlichen leben, vorsichtig Freunde. Der Kontakt zu ihrer Mutter reißt ab, nachdem Beccas Mobiltelefon mit eingespeicherter Nummer des neuen Mobiltelefons der Mutter verlorengeht.
Der zweite Band handelt von einem verwunschenen Jugendlichen, der durch einen Zauber als Robbe im Meer leben muss. Becca hat durch ihre Fähigkeiten Kontakt aufnehmen können und kann den Zauber lösen. Bis auf eine ältere Dame mit ebenfalls übernatürlichen Fähigkeiten weiß keiner auf der Insel von Beccas Fähigkeit, Gedanken zu hören. Sie nimmt sich Beccas immer wieder an und bestärkt sie, auch ihre zweite Begabung, zurückliegende Erlebnisse Dritter visuell wahrzunehmen, auszubauen.
Im dritten Band geht die Geschichte dahin gehend weiter, dass die Polizei verstärkt auf der Insel nach der verschwundenen Mutter und deren Tochter sucht. Der Stiefvater hat über Beccas verlorenes Mobiltelefon eine Spur zur Insel gefunden und informierte die Polizei. Das Mädchen lebt in großer Angst vor der Entdeckung und wird zusätzlich durch die Ereignisse um einen Brandstifter auf der Insel in Bedrängnis gebracht, kann aber mit Hilfe ihrer Freunde den Täter enttarnen. Parallel zu diesen Ereignissen kommt ein junger Musiker anlässlich eines Festivals auf die Insel, der aus dem Ort in Kanada stammt, wo die Mutter untertauchen wollte. Becca hofft nun, über ihn etwas über den Verbleib ihrer Mutter herauszubekommen.
Der vierte Band der deutschen Ausgabe war nach einer Verlagsmitteilung für zunächst 2016 angekündigt, das Erscheinungsdatum ist dann später aber auf März 2017 korrigiert worden, das Buch ist aber bisher nicht erschienen. Das Erscheinungsdatum auf der US-amerikanischen Verlagsseite lautet 1. August 2016.
Durch den 2015 angekündigten Verkauf der Verlagssparte INK des Egmont-Verlages an Bastei Lübbe sind die deutschsprachigen Bücher der Reihe momentan (Stand Juni 2018) im Buchhandel nur noch eingeschränkt erhältlich, werden auf den Internetseiten der deutschen Verlage auch nicht aufgeführt.

## Preise
Gleich das erste Werk von George, Gott schütze dieses Haus, wurde mit dem Agatha Award und dem Anthony Award für das beste Erstlingswerk ausgezeichnet. 1990 hat sie den Grand prix de littérature policière gewonnen.
Übersicht:
- 1989 Anthony Award und Agatha Award
- 1990 Grand prix de littérature policière

## Werkverzeichnis

### Inspector-Lynley-Reihe
1. 1988 A Great Deliverance
  - Gott schütze dieses Haus, dt. von Mechtild Sandberg-Ciletti. Blanvalet, München 1989, ISBN 3-442-09918-8
2. 1989 Payment in Blood
  - Keiner werfe den ersten Stein, dt. von Mechtild Sandberg-Ciletti. Blanvalet, München 1991, ISBN 3-442-09918-8
3. 1990 Well-Schooled in Murder
  - Auf Ehre und Gewissen, dt. von Mechtild Sandberg-Ciletti. Blanvalet, München 1990, ISBN 3-7645-0111-1
4. 1991 A Suitable Vengeance
  - Mein ist die Rache, dt. von Mechtild Sandberg-Ciletti. Goldmann, München 1994, ISBN 3-442-05883-X (zwar nicht der erste, aber im Handlungsstrang der Lynley-Welt der früheste Roman)
5. 1992 For the Sake of Elena
  - Denn bitter ist der Tod, dt. von Mechtild Sandberg-Ciletti. Blanvalet, München 1993, ISBN 3-7645-7957-9
6. 1994 Missing Joseph
  - Denn keiner ist ohne Schuld, dt. von Mechtild Sandberg-Ciletti. Blanvalet, München 1994, ISBN 3-442-43577-3
7. 1995 Playing for the Ashes
  - Asche zu Asche, dt. von Mechtild Sandberg-Ciletti. Blanvalet, München 1995, ISBN 3-442-43771-7
8. 1996 In the Presence of the Enemy
  - Im Angesicht des Feindes, dt. von Mechtild Sandberg-Ciletti. Blanvalet, München 1996, ISBN 3-442-44108-0
9. 1997 Deception on his Mind
  - Denn sie betrügt man nicht, dt. von Mechtild Sandberg-Ciletti. Blanvalet, München 1997, ISBN 3-442-44932-4
10. 1999 In Pursuit of the Proper Sinner
  - Undank ist der Väter Lohn, dt. von Mechtild Sandberg-Ciletti. Blanvalet, München 1999, ISBN 3-7645-0009-3
11. 2001 A Traitor to Memory
  - Nie sollst du vergessen, dt. von Mechtild Sandberg-Ciletti. Blanvalet, München 2001, ISBN 3-7645-0098-0
12. 2002 I, Richard (Fünf Kurzgeschichten)
  - Vergiss nie, dass ich dich liebe, dt. von Mechtild Sandberg-Ciletti. Blanvalet, München 2002, ISBN 3-7645-0148-0 (Kurzgeschichten)
13. 2003 A Place of Hiding
  - Wer die Wahrheit sucht, dt. von Mechtild Sandberg-Ciletti. Blanvalet, München 2004, ISBN 978-3-442-46298-8 (Platz 1 der Spiegel-Bestsellerliste vom 6. bis 26. September 2004)
14. 2005 With No One As Witness
  - Wo kein Zeuge ist, dt. von Ingrid Krane-Müschen und Michael J. Müschen. Blanvalet, München 2006, ISBN 978-3-7645-0165-5 (Platz 1 der Spiegel-Bestsellerliste vom 3. bis zum 23. Juli 2006)
15. 2006 What Came Before He Shot Her
  - Am Ende war die Tat, dt. von Ingrid Krane-Müschen und Michael J. Müschen. Blanvalet, München 2007, ISBN 978-3-7645-0166-2
16. 2008 Careless in Red
  - Doch die Sünde ist scharlachrot, dt. von Ingrid Krane-Müschen. Blanvalet, München 2008, ISBN 978-3-7645-0242-3
17. 2010 This Body of Death
  - Wer dem Tode geweiht, dt. von Charlotte Breuer und Norbert Möllemann. Blanvalet, München 2010, ISBN 978-3-7645-0246-1
18. 2012 Believing the Lie
  - Glaube der Lüge, dt. von Charlotte Breuer und Norbert Möllemann. Goldmann, München 2012, ISBN 978-3-442-31251-1
19. 2013 Just One Evil Act
  - Nur eine böse Tat, dt. von Charlotte Breuer und Norbert Möllemann. Goldmann, München 2013, ISBN 978-3-442-31252-8
20. 2015 A Banquet of Consequences
  - Bedenke, was du tust, dt. von Charlotte Breuer und Norbert Möllemann. Goldmann, München 2015, ISBN 978-3-442-31372-3
21. 2018 The punishment she deserves
  - Wer Strafe verdient, dt. von Charlotte Breuer und Norbert Möllemann. Goldmann, München 2018, ISBN 978-3-442-31373-0
22. 2022 Something to Hide
  - Was im Verborgenen ruht, dt. von Charlotte Breuer. Goldmann, München März 2022, ISBN 978-3-442-31620-5
23. 2025 A Slowly Dying Cause
  - Wer Zwietracht sät, dt. von Charlotte Breuer, Norbert Möllemann, Norbert Jakober. Goldmann, September 2025, ISBN 978-3-442-31768-4

### Whisper-Island-Reihe
1. The edge of Nowhere
  - Whisper Island – Sturmwarnung, dt. von Bettina Arlt und Ann Lecker. Egmont INK, Köln 2011, ISBN 978-3-86396-001-8
2. The edge of the Water
  - Whisper Island – Wetterleuchten, dt. von Bettina Arlt und Ann Lecker. Egmont INK, Köln 2013, ISBN 978-3-86396-002-5
3. The edge of the Shadows
  - Whisper Island – Feuerbrandung, dt. von Bettina Arlt und Ann Lecker. Egmont INK, Köln 2014, ISBN 978-3-86396-003-2
4. The Edge of the Light
  - bisher nur auf Englisch erschienen (Penguin Putnam, 2016), ISBN 978-0-670-01299-2
  - dt. Ausgabe nur angekündigt, aber nicht erschienen: Whisper Island – Dornenpfad, dt. von Bettina Arlt. Egmont INK, Köln 2017, ISBN 978-3-86396-004-9)

Das Erscheinungsdatum der deutschsprachigen Ausgaben liegt vor dem der Originalausgaben, da die dt. Ausgaben nach einer Verlagsmitteilung früher erscheinen durften.

### Sonstige
- 1999 The Evidence Exposed (Kurzgeschichten)
- 2004 Write Away. One Novelist’s Approach to Fiction and the Writing Life (Essays)
  - Wort für Wort oder Die Kunst, ein gutes Buch zu schreiben, dt. von Elke Hosfeld. Goldmann, München 2004, ISBN 3-442-41664-7
- 2021: Mastering the Process: From Idea to Novel, Hodder Paperbacks, ISBN 978-1-5293-9083-4
  - Meisterklasse - Wie aus einer guten Idee ein perfekter Roman wird, dt. von Charlotte Breuer und Norbert Möllemann. Goldmann März 2022, ISBN 978-3-442-31562-8

### Als Herausgeberin
- 2002 Crime from the Mind of a Woman – 26 Kurzgeschichten von Dorothy L Sayers, Ngaio Marsh, Ruth Rendell, Marcia Muller, Gillian Linscott, Minette Walters, Nadine Gordimer, Joyce Carol Oates u. a.
  - Im Anfang war der Mord, dt. von Cornelia C. Walter. Goldmann, München 2005, ISBN 3-442-45953-2.
- 2004 A Moment on the Edge (Kurzgeschichten)

### Hörbücher (Auswahl)
- Undank ist der Väter Lohn. BMG Wort, Köln 2000, ISBN 3-89830-070-6 (gekürzt, 7 CDs gelesen von Karl Menrad, 5:57 Std.)
- Wo kein Zeuge ist. Random House Audio, Köln 2006, ISBN 978-3-86604-298-8 (gekürzt, 8 CDs gelesen von Sabine Postel, 8:30 Std.)
- Am Ende war die Tat. Random House Audio, Köln 2007, ISBN 978-3-86604-703-7 (gekürzt, 8 CDs gelesen von Sabine Postel, 9:20 Std.)
- Vergiss nie, dass ich dich liebe. Random House Audio, Köln 2007, ISBN 978-3-89830-976-9 (gekürzt, 2 CDs gelesen von Hannelore Hoger, 2:10 Std.)
- Gott schütze dieses Haus. Patmos Verlag, Düsseldorf 2008, ISBN 978-3-491-91274-8 (gekürzt, 4 CDs gelesen von Hannelore Hoger, 5:17 Std.)
- Wer dem Tode geweiht. Random House Audio, Köln 2010, ISBN 978-3-8371-0733-3 (gekürzt, 8 CDs gelesen von Sabine Postel, 9:28 Std.)
- Glaube der Lüge. Hörverlag, München 2012, ISBN 978-3-86717-880-8 (gekürzt, 8 CDs, gelesen von Stefan Wilkening, ca. 8:57 Std.)
- Nur eine böse Tat. Der Hörverlag, München 2013, ISBN 978-3-8445-1335-6 (ungekürzt, 3 MP3-CDs, gelesen von Stefan Wilkening, 27:20 Std.)
- Mastering the Process: From Idea to Novel, Hodder & Stoughton 2020 (Audible, gelesen von Elizabeth George, 10 Std. und 36 Min.)
- Meisterklasse: Wie aus einer guten Idee ein perfekter Roman wird, der Hörverlag 2022, ISBN 978-3-8445-4694-1 (Hörbuch-Download, gelesen von Gabriele Blum, 9 Std. und 46 Min.)